# Homem de Kennewick

## Introdução
Homem de Kennewick ou The Ancient One é o nome atribuído aos restos esqueléticos de um homem pré-histórico paleoamericano encontrado em um leito do rio Columbia em Kennewick (Washington), em 28 de julho de 1996.  O esqueleto foi encontrado acidentalmente por dois estudantes, Will Thomas e David Deacy, que pretendiam assistir uma corrida de hidroplanos no rio Columbia no dia de 28 de julho de 1996. Enquanto a corrida acontecia, eles encontraram o crânio do Homem de Kennewick em um reservatório.
Foram encontrados 350 ossos e fragmentos, que compõem cerca de 90% de um corpo humano, com exceção do seu esterno, pequenos ossos dos pés e das mãos  , o que o faz ser um dos mais completos esqueletos Homo sapiens encontrados nas Américas, garantindo-o uma enorme importância para o entendimento de questões antropológicas e arqueológicas. Testes de Radiocarbono demonstraram uma idade de aproximadamente 8.900 a 9.000 anos. 
A descoberta dos jovens foi primeiramente analisada por James Chatters, um paleontologista e antropologista local, que teve como primeira impressão do crânio o seu pertencimento a não uma vítima de assassinato, mas sim um indivíduo europeu do século XIX. O crânio apresentava uma longa e estreita caixa craniana, face estreita com pouca saliência e um nariz proeminente. Chatters atribuiu ao crânio traços caucasoides, apresentando características similares a crânios de ancestrais da Ásia ocidental, Europa. Enquanto apresentava ausência de características cranianas de nativos americanos, que apresentam face larga com as maçãs do rosto planas e uma maior saliência facial, similarmente a populações da Ásia oriental, como áreas da Mongólia e Sibéria. 
Análises osteológicas descreveram o homem como sendo de meia idade, com aproximadamente 173,1 ± 3,6 de altura, pesando aproximadamente 70-75 kg. Apresentava relativa saúde durante a infância, porém em sua vida adulta sofreu inúmeras lesões em seu crânio, antebraço, peito e quadril, em conjunto com uma leve osteoartrite e periodontite. 
Apesar das primeiras impressões do Dr. Chatter, em uma posterior análise do esqueleto encontrou-se um projétil de pedra inserido ao quadril do esqueleto, o que pôs a primeira impressão de ser um indivíduo do século XIX em dúvida. A partir desta observação, uma amostra do esqueleto foi enviada para datação por radiocarbono, atribuindo ao esqueleto uma idade aproximada de 8.900 a 9.000 anos BP. 
O projétil apresentava uma formato de folha, longo e largo com arestas serradas, semelhantes a pontas produzidas na fase Cascade entre 12.000 a 7.500 anos BP.

## Controvérsia
Essa descoberta gerou enorme controvérsia entre cientistas e Nativos Americanos por mais de uma década. Uma coalizão de tribos da bacia do rio Columbia reivindicaram a posse do esqueleto baseando-se na lei conhecida como NAGPRA (Native American Graves Protection and Repatriation Act). Essa lei foi posta em voga com o objetivo de devolver os restos humanos e objetos culturais que há muito tenham sido ilicitamente obtidos ou retirados de suas tribos, e recusar o estudo científico desses objetos. O povo Umatilla requisitou a custódia do esqueleto do Homem de Kennewick, referidos por eles como “The Ancient One”, um ancestral direto de sua tribo, considerando a descoberta e os estudos do esqueleto, como uma ação sacra, uma violação de sua cultura e crenças. Toda essa sensibilização por parte das tribos é justificada considerando acontecimentos anteriores. No século XIX, antropólogos e colecionadores saquearam sepulturas nativas americanas, desenterraram cadáveres e até decapitaram índios mortos deitados no campo de batalha e enviaram as cabeças para Washington para estudo. Até a criação da NAGPRA, os museus estavam repletos de objetos de nativos americanos adquiridos ilegalmente.
A partir disso, uma intensa disputa entre o Corpo de Engenheiros do Exército dos Estados Unidos, que tinham posse da região onde os ossos foram encontrados, a coalizão de tribos da bacia do rio Columbia e os cientistas se estabeleceu para determinar a validade das pesquisas iniciais feitas pelos cientistas e para determinar a posse verdadeira destas peças. Após longos períodos de debates e deliberações, a corte decide as ações do Corpo de Engenheiros do Exército dos Estados Unidos como sendo inequívocas, para com os cientistas e as tribos nativas americanas, deixando de cumprir suas responsabilidades. E considerando a idade pré-história do esqueleto e a incapacidade dos cientistas de estabelecerem uma relação direta entre o esqueleto e uma tribo viva, a corte determina que a NAGPRA não se aplicava. Em vez disso, o Homem de Kennewick se enquadraria na Lei de Proteção de Recursos Arqueológicos (ARPA), uma lei promulgada para proteger e conservar descobertas arqueológicas feitas em terras federais, para fins de estudo científico. Com isso, o Homem de Kennewick se manteve no Museu de História Natural e Cultura do Estado de Washington, sob a custódia do Corpo de Engenheiros do Exército dos Estados Unidos. 

## O Retorno
Após sucessivas investidas por parte dos cientistas para a liberação dos ossos e fragmentos do Homem de Kennewick para solucionar uma das absolutas e cruciais questões da arqueologia e da antropologia, o entendimento da presença de populações antigas nas Américas, a corte permitiu a investigação científica desses objetos. A partir desta liberação e avanços tecnológicos na área do DNA antigo e DNA mitocondrial , o sequenciamento do material genético coletado do Homem de Kennewick e sua comparação com o genoma de diversas outras populações humanas, em especial, de integrantes das tribos que reivindicaram sua posse, demonstrou o contrário do que foi determinado inicialmente através de observações craniométricas e de traços físicos, que na realidade o Homem de Kennewick, ou “The Ancient One” apresentava uma maior correlação genética com indivíduos de grupos nativo americanos que qualquer outra população mundial. 
Esta informação pesou fortemente a favor da coalizão de tribos, de modo, que em Setembro de 2016, o Senado dos Estados Unidos decretou a devolução dos restos mortais encontrados nas margens do rio Columbia aos seus reivindicadores. Os restos do Homem de Kennewick foram catalogados e removidos do Museu de História Natural e Cultura do Estado de Washington no dia 17 de Fevereiro de 2017,  os quais foram coletados para uma cerimônia de localização de acordo com as tradições das tribos agora detentoras destes objetos.